# Hannover (Schiff, 1899)
Die zweite Hannover des Norddeutschen Lloyd (NDL) war ein Schiff der zwischen 1899 und 1902 beschafften Köln-Klasse, von der der NDL sieben Schiffe für seine Nebenlinien in die USA kaufte. Sie war das einzige Schiff der Klasse, das im Ausland gebaut wurde.
1922 kam sie, auch als einziges Schiff der Klasse, nach dem Ersten Weltkrieg erneut in den Dienst des NDL. Im Rahmen des Abbaus bestehender Überkapazitäten wurde die Hannover im Dezember 1932 zum Abbruch verkauft und in Bremen verschrottet.

## Geschichte des Schiffes
In den Jahren 1899 bis 1902 ließ der NDL sieben Dampfer der Köln-Klasse für den Einsatz auf den Nebenlinien nach Nordamerika bauen. Die Schiffe verfügten über eine kleine, den Bedürfnissen dieser Linien angepasste Zahl von Kabinenplätzen und konnten im Bedarfsfall auch große Zahlen von Zwischendeckspassagieren transportieren.
Sechs der Dampfer (Köln, Frankfurt, Cassel, Chemnitz, Breslau, Brandenburg) wurden in der Region gebaut, nur der Auftrag für die Hannover  ging wegen der starken Auslastung der deutschen Werften als einer der letzten Aufträge des Lloyd nach Großbritannien.
Als erstes Schiff wurde die Köln (II) am 18. Oktober 1899 von der Tecklenborg-Werft in Geestemünde abgeliefert, die vier Schiffe der Klasse lieferte. Wigham Richardson & Co in Walker-on-Tyne lieferte am 25. November 1899 die Hannover als zweites Schiff der Klasse ab. Den Namen Hannover der preußischen Provinz und Provinzhauptstadt hatte zuvor ein Dampfer von 2571 BRT geführt, der zwischen 1869 und 1894 auf allen Atlantik-Linien des NDL zum Einsatz gekommen war.
Die neue Hannover war mit 7.305 BRT vermessen und hatte eine Tragfähigkeit von 9.050 tdw. Sie verfügte über 112 Kabinenplätze der II. Klasse und konnte bis zu 1861 Zwischendecksfahrgäste aufnehmen. Am 2. Dezember 1899 trat sie ihre Jungfernreise von Bremerhaven nach Baltimore an.
Wie das Schwesterschiff Frankfurt wurde sie im Spätsommer 1900 für Truppentransporte des Ostasiatisches Expeditionskorps herangezogen und transportierte ab dem 4. September deutsche Truppen mit der zweiten Staffel nach China zur Bekämpfung des Boxeraufstands, wo sie am 19. Oktober eintraf.
Nach dem Ostasieneinsatz kehrte die Hannover wieder auf die Nebenlinien des NDL in die USA zurück und lief Baltimore, Galveston und New York an. Ab März 1910 kam Philadelphia als regelmäßiger Anlaufhafen in den USA hinzu, das zuerst von der Frankfurt angelaufen wurde und wohin die Hannover am 6. April 1910 erstmals auslief. Am 31. Dezember 1913 eröffnete die Hannover noch eine dreiwöchentliche Linie nach Boston und New Orleans. Der NDL transportierte 1913 über 280.000 Passagiere in die USA, von denen etwa 30 % diese Nebenlinien nutzten.
Die Hannover kam am 6. April 1913 von Hamburg bis Portland (Maine) und am 16. Mai dann bis Quebec und Montreal zum Einsatz und fuhr dann ab dem 16. Mai 1914 noch zweimal nach Kanada auf der seit 1909 im Sommer betriebenen Linie, die der NDL gemeinsam mit der HAPAG, der Holland America Lijn und der Red Star Line bediente.
Bei Kriegsausbruch war die zuletzt am 27. Juni nach Kanada eingesetzte Hannover wieder in der Heimat, die planmäßig dorthin nochmals zum Einsatz kommen sollte. Die Willehad und ihre Schwester Wittekind des NDL befanden sich auf dieser Strecke bei Kriegsausbruch.

### Einsatz während des Krieges
Anfang September 1917 wurden die in der Heimat verbliebenen Schwesterschiffe Frankfurt, Chemnitz, Cassel  sowie die Hannover als Transporter für das Oesel-Unternehmen wieder in Dienst gestellt. Die Hannover wurde schon am 1. Dezember 1917 wieder zurückgegeben, die anderen blieben bis Ende 1918/Anfang 1919 in Dienst. Allerdings wurde auch die Hannover zum Transport der Ostsee-Division nach Finnland im Frühjahr 1918 wieder herangezogen und wurde dann mit Chemnitz und Cassel auf einer regelmäßigen Verbindung zwischen Helsinki, Tallinn, Libau und Danzig eingesetzt, um die in Finnland eingesetzten Truppen mit Nachschub zu versorgen und Verwundete, Urlauber und Gefangene nach Deutschland zu bringen. Dabei soll sie im Mai 1918 eine Rekordfahrt mit 2000 kurländischen Flüchtlingen, deren Hausrat einschließlich ihrer Tiere und 500 Gefangenen durchgeführt haben. Zusammen mit der Chemnitz transportierte sie auch ein Truppenkontingent einschließlich dessen Pferden nach Narwa, dessen Ausschiffung mit Rettungsbooten im Schlepp von mitgeführten Dampfpinassen sich als äußerst schwierig erwies.

### Auslieferung und Rückkehr in den Dienst des Lloyd
Am 25. August 1919 wurden die Hannover als letzte der vorgenannten Schwesterschiffe und der aus Norwegen wieder nach Deutschland gelangten Brandenburg nach Großbritannien ausgeliefert. Dort wurde sie mit Chemnitz und Cassel, bereedert durch Ellerman’s Wilson Line, ohne Umbenennung als Truppentransporter eingesetzt.
Die Hannover wurde 1921 vom NDL wieder zurückgekauft und für den Passagierverkehr auf dem Nordatlantik hergerichtet. Sie erhielt eine erneuerte Passagiereinrichtung für 91 Kajütenpassagiere und 514 Fahrgäste III. Klasse und startete am 25. März 1922 als drittes Passagierschiff des NDL auf der wiederaufgenommenen Linie zwischen Bremerhaven und New York nach den beiden ehemaligen Postdampfern Seydlitz und York.
Wegen der Beschränkung der Einwandererzahlen in den USA wurde die Passagiereinrichtung ab 1924 auf bis zu 32 Plätze in der II. Klasse beschränkt. Ab 1926 blieb sie als Frachter in der USA-Fahrt und wurde ab 1927 mit Seydlitz und York auf einer neuen Linie Hamburg über Bremen nach Philadelphia, Baltimore und Norfolk (Virginia) eingesetzt, die vorrangig der Frachtbeförderung diente und auf der neben den alten Passagierschiffen auch reine Frachtschiffe zum Einsatz kamen.
Ende 1932 wurde die Hannover aus dem Dienst genommen und zum Abbruch verkauft.